# Yoss Spencer
Pour les articles homonymes, voir Spencer.
Yoss Spencer de son vrai nom N'nambé Djessoba, est né le 27 juin 1991  à Lomé, est un réalisateur togolais. 

## Parcours professionnel
Il débute en tant que autodidacte en apprenant les rudiments du métier comme le graphisme (conception de flyers, des mock-up) sur le tas grâce à des recherches effectuées sur l'internet et se forme chez le réalisateur Steven AF au studio SunLight. il se perfectionne ensuite chez Cocoa Evolution (une maison de production basée à Lomé).

En 2015 , il fonde son label éponyme Yoss Spencer Movies, une structure spécialisée dans les spots publicitaires ainsi que des films.

## Distinction Honorifique
Il a reçu des distinctions trois fois comme meilleur réalisateur aux All Music Awards, pour avoir réalisé de nombreux clips vidéos pour des chanteurs internationaux comme Koffi Olomide, Meiway, Floby, Célestin Mawndoé et Miss Tanya.

## Vidéographie
- 2015 : Sugar daddy de Floby (featuring Miss Tanya)
- 2015 : Gbangban de Gro-9 Boyz
- 2015 : Bang Bang de FMG
- 2015 : Salut logone de Chorus Mélo
- 2016 : RnBizarre de Chorus Mélo[5]
- 2016 : Femme africaine de CSK (Credostar King) (featuring Yaovi Kheteti)
- 2016 : La vie est un roman d'O'noré
- 2016 : Je pète un cable de Chorus Mélo
- 2016 : Roi du game de Royzik
- 2017 : Dans Le N'dem de Dove'ND[6]
- 2017 : Allô de Leslie Némè
- 2018 : Mu sé vidé de Meiway
- 2018 : Lola de John Keder[7]
- 2018 : Juste une soirée de Santrinos Raphaël[8]
- 2018 : Ça Mousse de R-Queeny
- 2018 : Ateba de Kanaa (featuring K-Roll, Peewii, Chorus Mélo, Flash Marley et Gyl Phénix)
- 2018 : No Pity de Mr Ambro (featuring Fuga Boy)
- 2018 : Essuie Tes Larmes de Rollins
- 2018 : Tso de GenCi
- 2018 : Gné moulé bléwo de A-rick'm
- 2018 : Sugar de Fofo Skarfo
- 2018 : Fiançailles de Santrinos Raphaël
- 2018 : M'gbakeo de Herbil
- 2018 : Ahoefa d'Ayes
- 2018 : Zowé de Brown Wazy
- 2018 : Adifou de Herbil (featuring Oli Big)
- 2018 : Ba-esclaves de Koffi Olomide
- 2019 : Elle m'a mordu la langue de Kanaa (featuring Oli Big)
- 2019 : Barman de Eklips
- 2019 : Bébéloube de Dolby
- 2019 : Sang-froid de El Miliaro
- 2019 : Bae de Santrinos Raphaël[9]
- 2019 : Cœur brisé de Miss Tabitha (featuring Kiko)[10]
- 2019 : Tu vas me faire quoi? de Mr Ambro
- 2019 : Africa yako de King Mensah
- 2019 : Mousoekeo de King Mensah
- 2020 : Amegan d'Afia Mala[11]
- 2020 : Éssounéné d'Irok
- 2020 : Africa gnonu de Achiilemana
- 2020 : Viens me toucher de Arnold Dacruss
- 2020 : Money talks de Royal K (featuring Master Popa)
- 2020 : Sortir De Là de Jacartiste
- 2021 : Éga begna de King Mensah
- 2021 : Éla Va Eme de King Mensah
- 2021 : Olom d'Arlek
- 2021 : Oyé de Zizka
- 2021 : Ali Jezz 3 d'El Miliaro
- 2021 : Awo mawugné d'un collectif de chanteurs
- 2021 : Ago de Primow
- 2021 : Olébléo de Mr Ambro
- 2022 : Dingo Dingo de Ezeckiel Sackoulba (featuring Tanya)
- 2022 : Bêba de Fush Alpha
- 2022 : Neda de Miss Tanya[12],[13]
- 2022 : A mos pa mari de Célestin Mawndoé
- 2023 : Toffee de Kaatal
- 2023 : Midjayé d'Afia Mala
- 2023 : Éssounéné de Mr Ambro (featuring Majorito)
- 2023 : Tu mens de Senzaa[14]

## Spot publicitaire
- 2023 : Cocoa Butter
- 2023 : Voa concert pour l'ambassade des États-Unis au Togo

## Distinctions

### Récompenses
- 2016 : Meilleur réalisateur à la 13e édition par All Music Awards[15]
- 2017 : Meilleur réalisateur à la 14e édition par All Music Awards[3],[16]
- 2019 : Meilleur réalisateur musical à la 16e édition par All Music Awards[4]

## Événements
- 2016 : Formateur invité par le rappeur Tabi Bonney (en) à l'atelier de session en montage vidéo financé par l'ambassade des États-Unis au Togo[17]